# سفر عظیم
سفر عظیم یا سفر کیهانی (به انگلیسی: Cosmic Voyage) نام یک فیلم کوتاه در سبک مستند است که در سال ۱۹۹۶ منتشر شد.
1. مشخصات کلی:
  - یک فیلم مستند کوتاه IMAX محصول سال ۱۹۹۶ آمریکا.
  - کارگردانی: بیلی سیلک (Bayley Silleck)؛ تهیه‌کننده: جفری ماروین و بیلی سیلک؛ تهیه‌شده توسط موسسه هوافضای اسمیتسونین در موزه ملی علوم و فضا.Wikipedia+10Wikipedia+10Wikipedia+10
  - صدای روایت: مورگان فریمن؛ موسیقی: دیوید مایکل فرانک.WikipediaGiant Screen Cinema Association
2. جوایز:
  - نامزد جایزه اسکار ۱۹۹۷ برای بهترین فیلم مستند کوتاه.Wikipedia

## ساختار و محتوای فیلم
- طرح فیلم بر پایه سبک آموزشی “Zoom کیهانی” مانند Powers of Ten ساخته Charles و Ray Eames، و بر اساس کتاب Cosmic View اثر Kees Boeke است.Wikipedia+3Wikipedia+3Buysoundtrax+3
- مخاطب ابتدا در ونیز آغاز می‌کند و به ترتیب از سطح زمین به ابعاد کیهانی، تا لبه منظومه قابل مشاهده، برجسته‌ترین نقاط جهان را می‌بیند. سپس مسیر معکوس دارد تا به ذرات زیراتمی و کوارک‌ها برسد.Giant Screen Cinema AssociationWikipedia
- مرور نکات کلیدی علمی مانند نظریه‌ی بیگ بنگ، سیاه‌چاله‌ها و توسعه منظومه شمسی در قالب انیمیشن‌های شبیه‌سازی شده.WikipediaGiant Screen Cinema Association
- همچنین یک قسمت شبیه‌سازی‌شده از آزمایشگاه Fermilab Tevatron واقع در شیکاگو، شامل نمایی از برخورد اتمی نیز وجود دارد.WikipediaGiant Screen Cinema Association[۱]

## بررسی دقیق‌تر و منابع رسمی
| موضوع                 | توضیح |
| --------------------- | --- |
| موسسه ارائه‌دهنده      | این فیلم توسط موزه ملی هوافضای اسمیتسونین ارائه و در سالن‌های IMAX سراسر جهان پخش شده است.Wikipedia+4National Air and Space Museum+4Wikipedia+4 |
| نامزد اسکار           | نامزد دریافت جایزه‌ی اکادمی بهترین مستند کوتاه در ۱۹۹۷ شده است.WikipediaWikipedia                                                               |
| پایه‌های علمی و آموزشی | الهام‌گرفته از آثار ارزشمندی مانند Powers of Ten و کتاب علمی Cosmic View.WikipediaGiant Screen Cinema AssociationWikipedia                      |

## موضوع فیلم
در این مستند، بیننده به‌وسلیهٔ قدرتمندترین تلسکوپهای ساخته‌شده، به دورترین نقاط کیهان و فضا سفر خواهد کرد؛ جاهایی که شاید هیچ‌گاه نتوان در آنها پای نهاد.